# Vintern 1886–1887 i USA

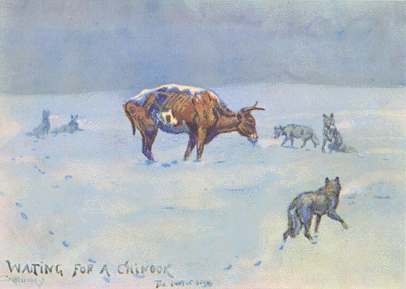
Waiting for a Chinook, av C.M. Russell.

Vintern 1886–1887 i USA var mycket sträng. Den drabbade flera delar av USA, men är framför allt känd för att den drabbade boskap i väst, och därefter började hela djuruppfödningssystemet ändras.
Vintern kom tidigt i november. Sommaren hade varit ovanligt varm och torr, med flera präriebränder, och vatten som torkade bort. När hösten sedan kom fick djuren ovanligt stora pälsar, åt mer mat än vanligt, och betedde sig underligt. När snön kom var det för sent, då det fanns för lite tid för förberedelser.
Kylan dödade människor och djur. På vissa håll gick människor vilse, inte långt från sina hem, och frös ihjäl nära sin egen dörr. Många döda hittades inte förrän det blev vår igen, då flera boskapsdjur spolades bort av  vattnet.
Kvarvarande boskapsdjur hade dålig hälsa, och drabbades av köldskador.  De var också väldigt svaga, och kunde knappt stå. Detta ledde till att boskapen fick säljas till mycket lägre priset. De kommande åren förvärrades läget för boskapsindustrin av finanskrisen under tidigt 1890-tal.
Blivande amerikanske presidenten Theodore Roosevelts boskapsuppfödningsgård i Dakota förstördes denna vinter. Detta fick honom att överge sin satsning på boskap och han återvände till östra USA för att satsa på politiken. 
Kylan nådde USA:s västkust, med snöfall på 3.7 tum uppmätta i San Francisco den 5 februari 1887.  

### Fotnoter
1. ↑   http://thestormking.com/Sierra_Stories/San_Francisco_Snowstorms/san_francisco_snowstorms.html,